# 드림인사이트
드림인사이트(Dream Insight)는 대한민국의 모바일 광고 기업이다. 본사는 서울특별시 구로구 디지털로33길 12에 위치해 있다. 대표이사는 김기철이다.

## 상장
2024년 1월 25일  하이제6호스팩과 합병을 통해 상장하였다.
하이제6호스팩과 합병하여 상장하였다.

## 참고 문헌
1. ↑  드림인사이트, 45억원 규모 유형자산 취득 “영업망 강화 위한 거점”, 매일경제, 2024-07-03
2. ↑  강동원, '상장 임박' 드림인사이트, 주가 재평가 기대 '쑥', 딜사이트, 2024.01.24
3. ↑  김혜민, 김기철 드림인사이트 대표, 서울 중소기업인대회 중소벤처기업부장관 표창 수상, 딜라이트, 2024.06.21
4. ↑  하이제6호스팩의 선택 ‘드림인사이트’ 상장, 뉴스웰, 2024.01.25